# آرشاویر تر-آوانسیان

آرشاویر تر-آوانسیان

آرشاویر تر-آوانسیان (به انگلیسی: Arshavir Ter Hovhannessian)؛ زاده:۱۲۷۷ شمسی، مرگ: ۱۳۶۹ شمسی (۱۹۹۰–۱۸۹۸ میلادی) یا آرشاویر تر-آوانسیان (آ.ت. آوانسیان) بنیان‌گذار خام گیاه‌خواری در ایران بود. او با پختن و تغییر شکل هر نوع غذا مخالف بود و غذای پخته را غذای مرده می‌نامید. وی اعتقاد داشت علم پزشکی در خواص مواد غذایی و درمان بیماری‌ها دچار اشتباهات بزرگی شده‌است.
همچنین اعتقاد داشت طبیعت برای تمامی موجودات از جمله انسان‌ها غذا را آماده قرار داده‌است و انسان با پختن غذاها باعث بیماری‌های زیادی برای خود می‌شود.

## عقاید
او در معرفی خود در چاپ چهارم کتاب خام خواری در سال ۱۳۵۵ می‌نویسد :
آرشاویر تر-آوانسیان، بنیان‌گذار خام خواری که ۱۹ سال پیش زیر فشار بیماری‌های مختلف به لب گور رسیده بودم، اکنون با خام خواری از همه ناراحتیهای خود به کلی نجات پیدا کرده و در سن ۷۵ سالگی، کاملاً سالم، با نیروی یک جوان، شب و روز زحمت می‌کشد تا به مردم نشان دهد که کلیه بیماری‌ها و سایر بدبختیهای این دنیا در نتیجه مصرف خوراکهای پخته و داروهای شیمیائی و سایر مواد مرده بوجود میایند.
و در نامه خود به محمد رضا پهلوی در اردیبهشت ۱۳۵۰ می‌نویسد:
... در نتیجه کوششها و مطالعات و تحقیقات و تجربیات سی ساله یک فرد ایرانی امروز به‌طور قطع ثابت شده‌است که علل کلیه بیماری‌ها ناشی از مصرف غذاهای پخته و مواد پخته و مواد شیمیایی و سایر مواد مرده می‌باشد که مردم ندانسته وارد بدن خود می‌کنند. جان نثار موقعی باین امر اطمینان پیدا کردم که دو فرزند دلبندم را یکی در ۱۰ سالگی و دیگر در سن ۱۴ سالگی در نتیجه داروهای «مؤثر» و غذاهای «مقوی» پزشکان مشهور ایرانی و اروپایی از دست دادم…
آوانسیان در ۱۴ مرداد ۱۳۵۴ در دادگاه عمومی تهران به اتهام مداخله در امور پزشکی و با شکایت سازمان نظام پزشکی دادگاهی شد که دادگاه پس از شنیدن نظرات طرفین و با توجه به مشاهدات و شهادت شهود رأی به برائت او داد.

## کتاب‌ها
- زنده خواری (خام خواری) فلسفه تغذیه و تندرستی: در این کتاب وی به توضیح خام خواری، دلایل بیماری‌ها و درمان آنها، مثال‌هایی از افراد خام خوار ایرانی و غیر ایرانی و مکاتبات خود را جای داده‌است. این کتاب پس از انقلاب سال ۵۷ با تغییراتی به چاپ رسید.
- پخته خواری یک عادت مرگ آور: وی در این کتاب اعتقادات خود در مورد علم پزشکی و دلایل بیماری‌ها و تجارب شخصی خود را جای داده‌است.
- Raw Earing، به زبان انگلیسی[۴]

همچنین کتابی به زبان ارمنی دارد که پیش از کتاب پارسی زنده خواری نوشته.

## درگذشت
آوانسیان در سال ۱۹۹۰ در سن ۹۲ سالگی در گذشت.

## جستارهای مرتبط
- خام‌خواری
- غلامعلی بسکی